# Oujda Urba Pôle
 (mai 2020).
Si vous disposez d'ouvrages ou d'articles de référence ou si vous connaissez des sites web de qualité traitant du thème abordé ici, merci de compléter l'article en donnant les références utiles à sa vérifiabilité et en les liant à la section « Notes et références ».
Urba Pôle Oujda est un projet de réaménagement urbain réalisé a Oujda sur la friche de l'ONCF près de la Gare d'Oujda, le promoteur du projet n'est d'autre que la Compagnie générale immobilière, la 1re phase phase du projet sera achevé en 2013 et dont la dernière phase du projet sera achevé en 2019

## Présentation du projet
le projet sera érigé sur le foncier existant de l'ONCF en 4 phases sur 56 ha dont 30 ha constructible :
- 1re phase Quais verts | 4.6 Ha | 2010-2013
  - Résidences haut standing en R+5 tout au long du quai ferroviaire avec Paséo commercial au centre (plusieurs enseignes sont déjà en préaccord avec l'aménageur), construction en anti-bruit afin d'éviter le bruit des trains;
  - Réalisation d'une promenade avec jardins tout au long de la rive est de oued nachef;

- 2e phase Quartier de la Gare | 5.6 Ha | 2013-2015

Centre Multifonctionnel le premier du genre en Afrique avec construction en glass écologique comportant :
Une gare ferroviaire nouvelle génération (sa mise en service est prévu fin 2014, ce qui coïncidera avec l'achèvement de l'électrification de ligne Oujda-Fes ). 
Mega Square de 2 ha avec parking souterrain de 600 places.
- Un centre commercial (Carrefour).
- 2 hôtels 5 étoiles et 4 étoiles.
- 2 towers d'une 20 d'étages chacune.
- Des résidences haut standing
- Des plateaux de bureaux.
- Un Pont en 2x2

- 3e phase Parc habité | 16 Ha | 2015-2017
  - Garden Residencies
  - Un Pont en 2x2

- 4e phase Pôle d'Echanges | 4.8 Ha | 2017-2019

détails du projet non communiqués 